# Ixchel

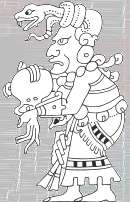
Raffigurazione di Ixchel nel codice di Dresda

Ixchel o Ix Chel  (pronunciato iʃˈtʃel) è il nome dato nel XVI secolo all'antica dea giaguaro dell'ostetricia, della luna e della medicina nell'antica cultura Maya. Corrisponde, più o meno, a Toci Yoalticitl "Nostra nonna della Medicina Notturna", una dea della terra azteca, ed è legata a un'altra dea azteca invocata durante il parto, ovvero Cihuacoatl. Nella classificazione di divinità rivista da Taube a partire da quella di Schellhas-Zimmermann, Ixchel corrisponde alla dea O.

## Identificazione
Facendo riferimento all'inizio del XVI secolo, Diego de Landa definiva Ixchel "la dea della generazione dei figli", e la cita anche come dea della medicina. Nel mese di Zip, la festa di Ihcil Ixchel veniva celebrata da guaritori e sciamani (hechiceros). Nel rituale dei Bacab, Ixchel viene chiamata 'nonna'. Unite, le due principali caratteristiche di questa dea (nascita e salute) fanno ipotizzare un'analogia con la dea azteca dell'ostetrica, Tocî Yoalticitl.
Ixchel era già nota ai Maya classici. Come dimostrato da Taube, corrisponde alla dea O del codice di Dresda, una donna anziana con orecchie de giaguaro. Una parte fondamentale della sua dimostrazione è il cosiddetto ‘vaso della nascita’, un contenitore Maya che raffigura un parto gestito da varie anziane con copricapi tessuti, e guidate da una vecchia dea giaguaro, la già citata dea O. Su un altro vaso maya classico, la dea O viene raffigurata nell'atto di fungere da medico, il che ne conferma la sua identità di Ixchel. La combinazione di Ixchel e delle altre anziane sul vaso della nascita richiama l'assemblea tz'utujil delle dee ostetriche chiamate ‘signori donne’, la più potente delle quali viene descritta come particolarmente terribile.

## Significato del nome

Nome in glifo di Ix Chel, comprensivo del prefisso 'rosso', codice di Dresda

Il nome Ixchel fu utilizzato nello Yucatán e nella Bassa Verapaz del XVI secolo. Il suo significato non è certo. Si crede che il nome sia nato nello Yucatán, dove chel potrebbe significare ‘arcobaleno’. Il suo nome in geroglifici nei codici postclassici ha due forme base, una con un prefisso il cui significato principale è ‘rosso’ seguito dal pittogramma, e l'altro logosillabico. Il nome classico Ix Chel deve ancora essere identificato in geroglifici. È possibile che furono utilizzati numerosi nomi per fare riferimento alla dea, e non necessariamente dovevano includere il nome Yucateca e Pokom. Il suo nome nei codici viene solitamente riportato come 'Chak Chel'. La definizione di 'Dea Rossa' sembra complementare alla giovane dea I come 'Dea Bianca'.

## Ixchel e la luna
In passato, Ix Chel veniva a volte identificata con la dea Maya della luna dato che la luna era solitamente associata con fertilità e procreazione. Dal punto di vista iconografico questo parallelismo è discutibile, dato che la dea Maya della luna, identificabile grazie alla luna crescente, è sempre rappresentata come una giovane donna fertile. D'altra parte, la luna calante viene spesso chiamata ‘Nostra Nonna’, e non sarebbe strano che Ixchel sia rappresentata da questa particolare fase lunare legata al calo della fertilità tipica della vecchiaia. La sua rappresentazione con la giara capovolta potrebbe rappresentare il fatto che la giara della luna calante si è svuotata. In ogni caso, il ciclo della luna è di ovvia importanza nel concepimento. Vergine, madre e nonna sono associate alle tre fasi lunari in molte delle culture del mondo.

## Ixchel come dea della terra e della guerra
I serpenti intrecciati fungono da copricapo per Ixchel, ed ossa incrociate possono ornare la sua pelle. Al posto di mani e piedi umani spesso viene raffigurata con artigli. Caratteristiche simili fanno parte delle dee della terra azteche di cui Tlaltecuhtli, Tocî e Cihuacoatl venivano invocate dalle ostetriche. Più in particolare, la dea giaguaro Ixchel potrebbe essere considerata una donna guerriera, con una bocca spalancata che indicherebbe il cannibalismo, mostrando quindi affinità con Cihuacoatl Yaocihuatl 'Donna Guerriera'. Questa manifestazione di Cihuacoatl era sempre affamata di nuove vittime.

## Ixchel come dea della pioggia
Nel codice di Dresda la dea O appare negli almanacchi dedicati alle divinità della pioggia o Chaac, ed è rappresentata da una giara rovesciata. Nella famosa pagina 74 che precede le pagine dell'anno nuovo, il suo svuotare la giara replica il vomito dell'acqua da parte del dragone celeste. Anche se questa scena viene solitamente interpretata come il diluvio che pone fine all'anno ed al mondo, potrebbe anche rappresentare il drammatico inizio della stagione delle piogge. L'immagine della giara piena di acqua piovana potrebbe derivare dal sacco contenente il liquido amniotico. Rovesciare la giara sarebbe equivalente al partorire.

## Mitologia
Ixchel appare in un mito di Verapaz descritto da Las Casas, secondo il quale lei ed il marito Itzamnà ebbero tredici figli, due dei quali (che probabilmente corrispondono alle scimmie urlatrici) crearono il paradiso e la terra e tutto quello che appartiene loro. Non esiste nessun altro mito che prevede la presenza di Ixchel. In ogni caso la sua mitologia potrebbe essersi focalizzata sui luoghi in cui le madri Maya si recavano nei periodi immediatamente precedenti e successivi al parto. Come detto sopra, la controparte azteca di Ixchel come protettrice del parto, Tocî, era anche la dea di questi luoghi. Nei miti di Oaxaca, l'anziana madre adottiva di Sole e Luna viene infine imprigionata in uno di questi luoghi per poi diventarne protettrice. Numerosi miti Maya prevedono la presenza di una dea anziana che si trova nello stesso posto, e in particolare la nonna Cakchiquel e Tz'utujil di Sole e Luna, chiamata B'atzb'al ('Strumento per la tessitura') in lingua tz'utujil. D'altra parte, nel mito Q'eqchi' di Sole e Luna, la vecchia dea Maya (Xkitza) che sembra corrispondere alla Vecchia Madre Adottiva di Oaxaca non è legata ai luoghi di parto.

## Culto di Ixchel
All'inizio del XVI secolo, le donne Maya cercavano di assicurarsi un fruttuoso matrimonio facendo un pellegrinaggio al santuario di Ix Chel sull'isola di Cozumel, il più importante luogo di pellegrinaggio dopo Chichén Itzá, al largo della costa orientale della penisola dello Yucatán. Qui un sacerdote nascosto in una grande statua avrebbe fornito loro degli oracoli (Cogolludo). A nord i Cozumel si trova un'isola più piccola chiamata dal suo scopritore spagnolo, Francisco Hernández de Córdoba, Isla Mujeres (Isola delle donne) "perché gli idoli trovati in questo posto, delle dee della nazione, Ixchel, Ixchebeliax, Ixhunie, Ixhunieta, erano vestiti solo dalla cintura in giù, ed avevano il seno coperto alla maniera degli indiani" (Diego de Landa). Dall'altra parte della penisola, la capitale della provincia Chontal di Acalan (Itzamkanac) venerava Ixchel come una delle sue principali divinità. Uno degli insediamenti costieri di Acalan fu chiamato Tixchel 'Luogo di Ixchel'. Il conquistatore spagnolo Cortés parla di un altro luogo ad Acalan in cui le giovani donne nubili venivano sacrificate ad una "dea in cui ponevano grande fede e speranza", forse la stessa Ix Chel.